# Вулвіч Тауншип (Нью-Джерсі)
Вулвіч Тауншип (англ. Woolwich Township) — селище (англ. township) в США, в окрузі Глостер штату Нью-Джерсі. Населення — 12 577 осіб (2020).

## Демографія
Згідно з переписом 2010 року, у селищі мешкало 10 200 осіб у 3141 домогосподарстві у складі 2730 родин. Було 3275 помешкань
Расовий склад населення:
| - 81,1 % — білих - 10,0 % — чорних або афроамериканців - 6,0 % — азіатів - 0,1 % — корінних американців |

До двох чи більше рас належало 2,0 %. Частка іспаномовних становила 3,6 % від усіх жителів.
За віковим діапазоном населення розподілялося таким чином: 33,5 % — особи молодші 18 років, 60,1 % — особи у віці 18—64 років, 6,4 % — особи у віці 65 років та старші. Медіана віку мешканця становила 35,7 року. На 100 осіб жіночої статі у селищі припадало 99,2 чоловіків;  на 100 жінок у віці від 18 років та старших — 95,6 чоловіків також старших 18 років.
Середній дохід на одне домашнє господарство  становив 141 954 долари США (медіана — 118 509), а середній дохід на одну сім'ю — 156 032 долари (медіана — 128 474). Медіана доходів становила 90 300 доларів для чоловіків та 63 160 доларів для жінок. За межею бідності перебувало 4,6 % осіб, у тому числі 5,7 % дітей у віці до 18 років та 3,4 % осіб у віці 65 років та старших.
Цивільне працевлаштоване населення становило 5835 осіб. Основні галузі зайнятості: освіта, охорона здоров'я та соціальна допомога — 22,7 %, науковці, спеціалісти, менеджери — 13,8 %, виробництво — 12,9 %.